# Pete Brown (scriitor)
Pete Brown (n. 28 noiembrie 1968, Barnsley, Anglia, Regatul Unit) este un scriitor englez specializat în cultura băuturilor alcoolice⁠(d), îndeosebi a berii, din întreaga lume. A scris douăsprezece cărți: Man Walks Into a Pub, Three Sheets to the Wind, Hops and Glory, Shakespeare's Local, World's Best Cider, The Pub, Miracle Brew, The Apple Orchard, Pie Fidelity, Craft: An Argument, Beer By Design: The Art of Good Beer Branding, and Clubland: How the Working Men's Club Shaped Britain. 

## Carieră
S-a născut în orașul Barnsley din comitatul South Yorkshire și locuiește la Londra. A urmat cursurile Universității Saint Andrews. A lucrat începând din 1991, în prima parte a carierei sale, în domeniul publicității, alcătuind strategia publicitară a mărcilor Stella Artois și Heineken, și a debutat ca scriitor în anul 2003 cu cartea Man Walks In a Pub, o istorie a berii și a consumului ei. A doua sa carte, intitulată Three Sheets to the Wind, a fost publicată în 2006 și explorează asemănările și diferențele cu privire la cultura consumului de bere din întreaga lume. Brown a călătorit 45.000 de mile și a vizitat 13 țări, efectuând cercetări care au stat la baza acestei cărți. În cea de-a treia carte a sa, intitulată Hops and Glory (2009), Brown a refăcut călătoria istorică a berii India Pale Ale, de la Burton-on-Trent (Anglia) până la Kolkata (India), luând cu el un butoi de bere special preparat. Titlul de lucru al cărții era Pale and Interesting.
Brown este considerat o autoritate în domeniul berii: a apărut de mai multe ori în cadrul emisiunilor de televiziune și a ținut, de asemenea, discursuri și prelegeri pe acest subiect, inclusiv la Festivalul Latitude⁠(d) din 2009. A fost desemnat de Asociația Britanică a Scriitorilor despre Bere (British Guild of Beer Writers) drept Scriitorul despre bere al anului (Beer Writer of the Year) în 2009, 2012, 2016 și 2021. A îndeplinit funcția de președinte al Asociației Britanice a Scriitorilor despre Bere din 2018 până în 2021.

## Scrieri
- Man Walks Into a Pub: A Sociable History of Beer (2003)
- Three Sheets to the Wind: One Man's Quest for the Meaning of Beer (2006)
- Hops and Glory: One Man's Search for the Beer that Built the British Empire (2009)
- Shakespeare's Local: Six Centuries of History Seen Through One Extraordinary Pub – Radio 4 Book of the Week
- World's Best Cider: Taste, Tradition and Terroir, from Somerset to Seattle (2013) (with Bill Bradshaw) – Winner of the Fortnum & Mason Drink Book Award
- The Pub: A Cultural Institution from Country Inns to Craft Beer Bars and Corner Locals (2016) – Winner of the Fortnum & Mason Drink Book Award
- The Apple Orchard: The Story of Our Most English Fruit (2016) – Radio 4 Book of the Week, shortlisted for the 2016 André Simon Food & Drink Book Award
- Miracle Brew: Adventures in the Nature of Beer (2017) – Shortlisted for the 2017 André Simon Food and Drink Book Award
- Pie Fidelity: In Defence of British Food (2019)
- Craft: An Argument (2020)
- Beer By Design: The Art of Good Beer Branding (2020)
- Clubland: How the Working Men's Club Shaped Britain (2022)